# Complementar

A área em vermelho é o complementar de A em U,.
No exemplo, o conjunto A está representado pela circunferência em branco enquanto que o conjunto universo U é representado por todo o retângulo.

Em teoria dos conjuntos, o complementar de um subconjunto {\displaystyle A\,} se refere a elementos que não estão no conjunto {\displaystyle A\,}. Normalmente, o complementar se trata de maneira relativa à um conjunto universo {\displaystyle U\,}, sendo o conjunto {\displaystyle A^{c}\,} o complementar de {\displaystyle A\,} formado pelos elementos de {\displaystyle U\,} que não pertencem a {\displaystyle A\,}. De maneira mais geral, define-se o complementar de {\displaystyle A\,} em relação a {\displaystyle B\,}, também chamado de diferença de conjuntos, como o conjunto dos elementos de {\displaystyle B\,} que não estão em {\displaystyle A\,}.

## Diferença de conjuntos

### Definição
Se A e B são conjuntos, então o complemento relativo de A em relação a B , também conhecido como diferença de B e A , é o conjunto de elementos de B que não estão em A.
A diferença de B para A é geralmente denotada {\displaystyle B\setminus A}. Às vezes é escrito {\displaystyle B-A}, mas esta notação é ambígua, já que, em alguns contextos, pode ser interpretada como o conjunto de todos os elementos de b - a, onde b é tomado a partir de B e a a partir de A.
Formalmente:
{\displaystyle B\setminus A=\{x\in B\mid x\notin A\}.}

### Exemplos
- {\displaystyle \{1,2,3\}\setminus \{2,3,4\}=\{1\}}.

- {\displaystyle \{2,3,4\}\setminus \{1,2,3\}=\{4\}}.

- Se {\displaystyle \mathbb {R} } é o conjunto de números reais e {\displaystyle \mathbb {Q} } é o conjunto dos números racionais, então {\displaystyle \mathbb {R} \setminus \mathbb {Q} } é o conjunto dos números irracionais.

### Propriedades
Sejam A, B e C três conjuntos. As seguintes identidades mostram propriedades importantes da diferença de conjuntos, que podem ser demonstradas com poucos passos usando a própria definição de diferença de conjuntos, junto com as Leis de De Morgan:
- {\displaystyle C\setminus (A\cap B)=(C\setminus A)\cup (C\setminus B)};

- {\displaystyle C\setminus (A\cup B)=(C\setminus A)\cap (C\setminus B)=(C\setminus A)\setminus B=(C\setminus B)\setminus A};
- {\displaystyle (A\cup B)\setminus C=(A\setminus C)\cup (B\setminus C)};
- {\displaystyle C\setminus (B\setminus A)=(C\cap A)\cup (C\setminus B)};
- Com o caso especialmente importante de que {\displaystyle C\setminus (C\setminus A)=(C\cap A)} demonstrando que a interseção pode ser expressa usando apenas a operação de diferença de conjuntos;

Em vermelho, a diferença de B (círculo da direita) e A (círculo da esquerda):

- {\displaystyle (B\setminus A)\cap C=(B\cap C)\setminus A=B\cap (C\setminus A)};
- {\displaystyle (B\setminus A)\cup C=(B\cup C)\setminus (A\setminus C)};
- {\displaystyle A\setminus A=\emptyset };
- {\displaystyle \emptyset \setminus A=\emptyset };
- {\displaystyle A\setminus \emptyset =A}.

## Complementar do conjunto

### Definição
Se A é um conjunto, então o complementar de A é o conjunto de elementos que não estão em A. Em outras palavras, se U é o universo que contém todos os conjuntos que estão sendo estudados no problema de modo que não é necessário mencioná-lo quando ele é óbvio e único, então o complementar de A é a diferença entre os conjuntos U e A, sendo representado normalmente como: 
{\displaystyle A^{\complement }=U\setminus A}.
Formalmente:
{\displaystyle A^{\complement }=\{x\in U\mid x\notin A\}.}
Outras notações incluem {\displaystyle A^{c}}, {\displaystyle {\overline {A}}}, {\displaystyle A'}, {\displaystyle \complement _{U}A}, e {\displaystyle \complement A}.

### Exemplos
- Assuma que o universo é o conjunto dos inteiros. Se A é o conjunto dos números ímpares, então o complementar de A é o conjunto de números pares. Se B é o conjunto de múltiplos de 3, então o complementar de B é o conjunto de números congruentes a 1 ou 2 módulo 3.

- Assuma que o universo é um baralho padrão de 52 cartas. Se o conjunto A é o naipe de espadas, então o complementar de A é a união do naipe de copas, paus, e ouros.

### Propriedades
Sejam A e B dois conjuntos no universo U. As seguintes identidades mostram propriedades importantes de complementares: 
Teoremas de De Morgan:
- {\displaystyle \left(A\cup B\right)^{\complement }=A^{\complement }\cap B^{\complement }.}
- {\displaystyle \left(A\cap B\right)^{\complement }=A^{\complement }\cup B^{\complement }.}

Leis de complementar:
- {\displaystyle A\cup A^{\complement }=U.}
- {\displaystyle A\cap A^{\complement }=\varnothing .}
- {\displaystyle \varnothing ^{\complement }=U.}
- {\displaystyle U^{\complement }=\varnothing .}
- {\displaystyle {\text{Se }}A\subset B{\text{, então }}B^{\complement }\subset A^{\complement }.}

Involução ou lei do duplo complementar:
- {\displaystyle \left(A^{\complement }\right)^{\complement }=A.}

Relações entre o complementar e a diferença de conjuntos:
- {\displaystyle A\setminus B=A\cap B^{\complement }.}
- {\displaystyle (A\setminus B)^{\complement }=A^{\complement }\cup B.}
- {\displaystyle A^{\complement }\setminus B^{\complement }=B\setminus A.}

As duas primeiras leis acima mostram que se A é não-vazio, subconjunto próprio de U, então {A, Ac} é uma partição de U.

## Notação em LaTeX
Na linguagem de diagramação de textos LaTeX, o comando \setminus é normalmente o utilizado para representar o símbolo de diferença de conjuntos, similar ao comando backslash. Existe também um variante \smallsetminus disponível no pacote amssymb.

## Complementar em várias linguagens de programação
Algumas linguagens de programação permitem a manipulação de conjuntos como estruturas de dados, usar estes operadores como função para construir a diferença entre dois conjuntos a e b:
.NET Framework
a.Except(b);
C++
set_difference(a.begin(), a.end(), b.begin(), b.end(), result.begin());
Clojure
(clojure.set/difference a b)
Common Lisp
set-difference, nset-difference
F#
Set.difference a b
or
a - b
Falcon
diff = a - b
Haskell
difference a b
a \\ b
Java
diff = a.clone();
 diff.removeAll(b);
Julia
setdiff
Mathematica
Complement
MATLAB
setdiff
OCaml
Set.S.diff
Octave
setdiff
PARI/GP
setminus
Pascal
SetDifference := a - b;
Perl 5
# for perl version >= 5.10
@a = grep {not $_ ~~ @b} @a;

Perl 6
$A ∖ $B
$A (-) $B # texas version

PHP
array_diff($a, $b);
Prolog
a(X),\+ b(X).
Python
diff = a.difference(b)
diff = a - b
R
setdiff
Racket
(set-subtract a b)
Ruby
diff = a - b
Scala
a.diff(b)
or
a -- b
Smalltalk (Pharo)
a difference: b
SQL
SELECT * FROM A
EXCEPT
SELECT * FROM B

Unix shell
comm -23 a b